# Грийнвил (окръг, Южна Каролина)
Вижте пояснителната страница за други населени места с името Грийнвил.
Окръг Грийнвил (на английски: Greenville County) е окръг в щата Южна Каролина, Съединени американски щати. Площта му е 2059 km², а населението – 525 534 души (1 април 2020). Административен център е град Грийнвил.